# Andoverskandalen
Andoverskandalen inträffade då inhumana förhållanden i fattigstugan i Andover, Hampshire, England avslöjades av journalister och politiker 1845. De intagna svalt, medan föreståndaren stal deras mat, och det fanns mindre mat än vad Poor Law Commission krävt. Hungern ledde till att de intagna åt ben, som skulle krossats för att göra gödsel. Anstalten drevs som en arbetshus. John Walter på The Times samt en kritiker till fattigvårdslagarna skildrade detaljrikt skandalen. Storbritanniens parlament utsåg en uttagningskommitté för att undersöka skandalen i mars 1846, vilket ledde, tillsammans med allmänhetens tryck, till att kommissionen avskaffades 1847.